# Cantonul Périers
Cantonul Périers este un canton din arondismentul Coutances, departamentul Manche, regiunea Basse-Normandie, Franța.

## Comune
| Comune                   | Populație (1999) | Cod poștal | Cod INSEE |
| ------------------------ | ---------------- | ---------- | --------- |
| Baupte                   | ...              | 50500      | 50036     |
| Feugères                 | ...              | 50190      | 50181     |
| Gonfreville              | ...              | 50190      | 50208     |
| Gorges                   | ...              | 50190      | 50210     |
| Marchésieux              | ...              | 50190      | 50289     |
| Nay                      | ...              | 50190      | 50368     |
| Périers                  | ...              | 50190      | 50394     |
| Le Plessis-Lastelle      | ...              | 50250      | 50405     |
| Saint-Germain-sur-Sèves  | ...              | 50190      | 50482     |
| Saint-Jores              | ...              | 50250      | 50497     |
| Saint-Martin-d'Aubigny   | ...              | 50190      | 50510     |
| Saint-Sébastien-de-Raids | ...              | 50190      | 50552     |